# Teoria analítica de nombres

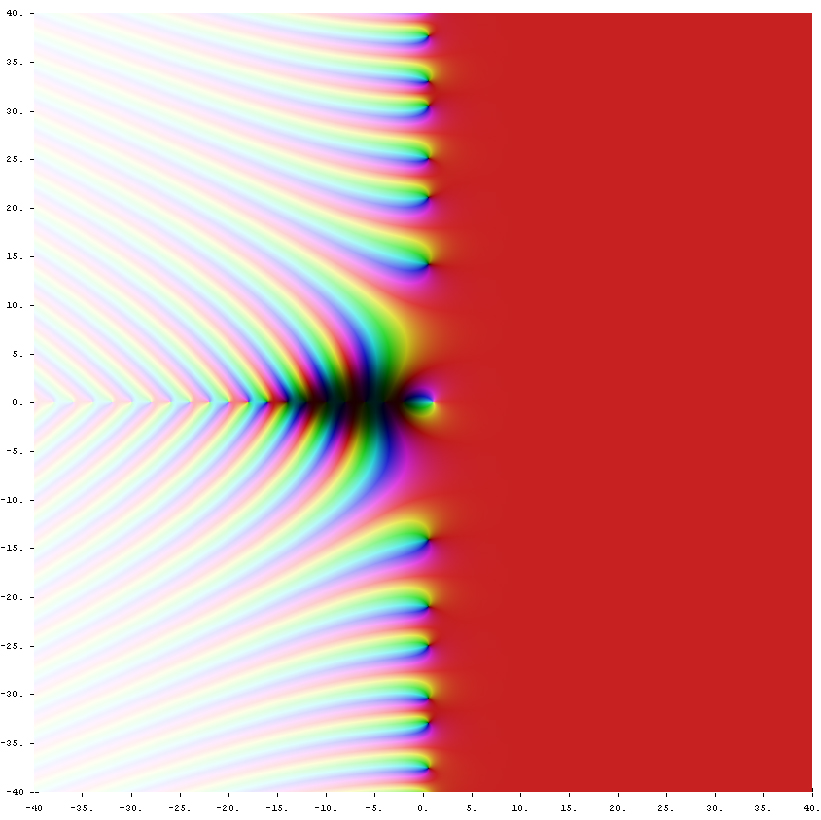
La funció zeta de Riemann ζ(s) en el pla complex. El color d'un punt s codifica el valor de ζ(s): els colors propers al negre denoten valors propers a zero, mentre que la tonalitat codifica l'argument del valor.

En matemàtiques, la teoria analítica de nombres és la branca de la teoria de nombres que fa servir mètodes de l'anàlisi matemàtica per resoldre problemes sobre els enters. És habitual considerar que l'estudi d'aquesta matèria va començar amb l'obra de Peter Gustav Lejeune Dirichlet de 1837, amb la seva introducció de les funcions L de Dirichlet per proporcionar la primera demostració del teorema de la progressió aritmètica. Els seus principals resultats sobre nombres primers són el teorema dels nombres primers i la funció zeta de Riemann, així com la conjectura de Goldbach i el problema de Waring sobre teoria additiva de nombres.

## Àrees de la teoria analítica de nombres
La teoria analítica de nombres es pot dividir en dues àrees principals, segons el tipus de problemes que intenten resoldre:
- La teoria multiplicativa de nombres tracta sobre la distribució dels nombres primers, estimant la quantitat de nombres primers que hi ha en un cert interval, i inclou el teorema dels nombres primers i el teorema de la progressió aritmètica de Dirichlet.
- La teoria additiva de nombres estudia l'estructura additiva dels enters, com per exemple la conjectura de Goldbach, que es pregunta si tot nombre enter parell superior a 2 es pot escriure com a suma de dos nombres primers. Un dels principals resultats de la teoria additiva de nombres és la solució al problema de Waring.

## Història

### Precursors
Gran part de la teoria analítica de nombres fou inspirada pel teorema dels nombres primers. Sigui π(x) la funció de recompte de nombres primers, que proporciona el nombre de primers més petits o iguals a x, per a qualsevol nombre real x. Per exemple, π(10) = 4 perquè hi ha quatre nombres primers (2, 3, 5 i 7) més petits o iguals a 10. El teorema dels nombres primers afirma que x / ln(x) és una bona aproximació a π(x), en el sentit que el límit del quocient de les dues funcions π(x) i x / ln(x) és 1 a mesura que x tendeix a infinit:
{\displaystyle \lim _{x\to \infty }{\frac {\pi (x)}{x/\ln(x)}}=1},
resultat que es coneix com la llei per a la distribució asimptòtica dels nombres primers.
Adrien-Marie Legendre va conjecturar en 1797 o 1798 que π (a) es pot aproximar per la funció a / (A ln(a) + B), on A i B són constants sense especificar. En la segona edició del seu llibre sobre teoria de nombres (1808) va precisar aquesta conjectura, amb A = 1 i B = −1.08366. Carl Friedrich Gauss va considerar la mateixa qüestió: (alemany) "Im Jahr 1792 oder 1793", segons la seva pròpia recopilació d'uns 60 anys més tard en una carta a Encke (1849), va escriure en la seva taula de logaritmes la nota (alemany) "Primzahlen unter {\displaystyle a(=\infty ){\frac {a}{\ln a}}}". Gauss, però, mai no va publicar aquesta conjectura. L'any 1838 Peter Gustav Lejeune Dirichlet va aportar la seva pròpia funció aproximant, el logaritme integral li(x) (en la forma lleugerament diferent d'una sèrie, que va comunicar a Gauss). Tant la fórmula de Legendre com la de Dirichlet impliquen la mateixa equivalència asimptòtica conjecturada entre π(x) i x / ln(x), tot i que l'aproximació de Dirichlet resulta ser millor si hom considera les diferències en comptes dels quocients.

### Dirichlet
S'atribueix a Johann Peter Gustav Lejeune Dirichlet la creació de la teoria analítica de nombres, un camp en el qual va trobar diversos resultats importants i, amb les demostracions que hi va aportar, va introduir també algunes eines fonamentals, moltes de les quals duen el seu nom. L'any 1837 va publicar el seu teorema de la progressió aritmètica, on emprava conceptes de l'anàlisi matemàtica per atacar un problema algebraic, creant així la branca de la teoria analítica de nombres. En la demostració del teorema, va introduir els caràcters de Dirichlet i les funcions L. L'any 1841 va generalitzar el seu teorema de la progressió aritmètica dels enters a l'anell dels enters de Gauss {\displaystyle \mathbb {Z} [i]}.

### Txebixov
En dues publicacions de 1848 i 1850, el matemàtic rus Pafnuti Lvóvitx Txebixov va intentar demostrar la llei per a la distribució asimptòtica dels nombres primers. La seva obra és notable per l'ús de la funció zeta ζ(s) (per a valors reals de l'argument s, de la mateixa manera que les investigacions de Leonhard Euler de l'any 1737), anterior a la celebrada disquisició de Riemann de 1859, i va reeixir a l'hora de demostrar una forma lleugerament més feble de la llei asimptòtica, en concret, que si existeix el límit de π(x)/(x/ln(x)) quan x tendeix a infinit, llavors aquest límit ha de ser igual a 1. Txebixov va aconseguir demostrar que aquest quocient està fitat superiorment i inferiorment per dues constants donades explícitament properes a 1 per a qualsevol x. Encara que la publicació de Txebixov's no demostrava el teorema dels nombres primers, les seves estimacions per a π (x) eren suficientment acurades com per demostrar el postulat de Bertrand, que afirma que existeix un nombre primer entre n i 2n per a qualsevol enter n ≥ 2.

### Riemann
| « | (alemany) …es ist sehr wahrscheinlich, dass alle Wurzeln reell sind. Hiervon wäre allerdings ein strenger Beweis zu wünschen; ich habe indess die Aufsuchung desselben nach einigen flüchtigen vergeblichen Versuchen vorläufig bei Seite gelassen, da er für den nächsten Zweck meiner Untersuchung entbehrlich schien. | (català) …és molt probable que totes les arrels siguin reals. Per suposat, hom en voldria tenir aquí una demostració rigorosa; de moment, i després d'alguns intents fugaços en va, he deixat de banda provisionalment aquesta recerca, ja que sembla dispensable per al proper objectiu de la meva investigació. | » |
| — Bernhard Riemann, Enunciat de Riemann de la hipòtesi de Riemann, de la seva publicació de 1859. (Riemann discutia una versió de la funció zeta, modificada per tal que les seves arrels fossin reals en lloc d'estar situades sobre la recta crítica.) | | |   |

Bernhard Riemann va fer algunes contribucions importants a la teoria analítica de nombres moderna. En una sola publicació breu, Über die Anzahl der Primzahlen unter einer gegebenen Grösse, (l'única que va publicar sobre teoria de nombres), investigava la funció zeta de Riemann i va establir la seva importància per tal de comprendre la distribució dels nombres primers. Va plantejar una sèrie de conjectures sobre la funció zeta, una de les quals és la coneguda hipòtesi de Riemann.

### Hadamard i de la Vallée-Poussin
Ampliant les idees de Riemann, Jacques Hadamard i Charles Jean de la Vallée-Poussin van publicar, de manera independent, sengles demostracions del teorema dels nombres primers l'any 1896. Totes dues demostracions utilitzaven mètodes de l'anàlisi complexa, establint com a pas principal de la demostració que la funció zeta de Riemann ζ(s) és no nul·la per a tots els valors complexos de la variable s de la forma s = 1 + it amb t > 0.

### Actualitat
El major canvi tècnic des de 1950 ha estat el desenvolupament de la teoria de sedassos(en), particularment en problemes multiplicatius. Els mètodes d'aquesta teoria són de naturalesa combinatòria, i força variats. Un altre desenvolupament recent és la teoria probabilística de nombres, que utilitza mètodes de la teoria de la probabilitat per estimar la distribució de funcions de teoria de nombres, com per exemple quants divisors primers té un nombre.
És habitual que els desenvolupaments que es produeixen en teoria analítica de nombres siguin refinaments de tècniques anteriors, que en redueixen els termes d'error i amplien la seva aplicabilitat. Per exemple, el mètode del cercle de Hardy i Littlewood fou concebut com una aplicació de les sèries de potències al voltant de la circumferència unitat del pla complex; actualment s'interpreta en termes de sumes expinencials finites (és a dir, sobre la circumferència unitat, però truncant la sèrie de potències). La necessitat de les aproximacions diofàntiques ve motivada per les funcions auxiliars que no són funcions generatrius (els seus coeficients es construeixen utilitzant el principi de les caselles), i tracten amb diverses variables complexes. Els camps de l'aproximació diofàntica i la teoria de la transcendència s'han ampliat, fins al punt que aquestes tècniques s'han aplicat a la conjectura de Mordell.

## Problemes i resultats
Els teoremes i resultats de la teoria analítica de nombres acostumen a no donar resultats estructurals exactes sobre els enters, per als quals són més adients eines algebraiques i geomètriques. En comptes d'això, proporcionen fites aproximades i estimacions per a diverses funcions de teoria de nombres, com il·lustren els següents exemples.

### Teoria multiplicativa de nombres
Euclides va demostrar que hi ha una quantitat infinita de nombres primers, però resulta molt complicat trobar un mètode eficient per determinar si un nombre és o no primer, especialment un nombre gran. Un problema relacionat, encara que més senzill, és determinar la distribució asimptòtica dels nombres primers; és a dir, una descripció aproximada de quants primers són més petits que un cert nombre donat. Gauss, entre d'altres, després de calcular una llarga llista de primers, va conjecturar que la quantitat de primers menors o iguals a un nombre gran N és propera al valor de la integral:
{\displaystyle \,\int _{2}^{N}{\frac {1}{\log \,t}}\,dt}.
En 1859, Bernhard Riemann va utilitzar tècniques d'anàlisi complexa i una funció meromorfa especial, actualment coneguda com la funció zeta de Riemann, per construir una expressió analítica per al nombre de primers més petits o iguals a un nombre real x. Cal destacar que el terme principal de la fórmula de Riemann és exactament la integral anterior, la qual cosa donava importància a la conjectura de Gauss. Riemann va trobar que els termes d'error d'aquesta expressió i, per tant, la forma en què estan distribuïts els nombres primers, estan íntimament lligats als zeros complexos de la funció zeta. Utilitzant les idees de Riemann i trobant més informació sobre els zeros de la funció zeta, Jacques Hadamard i Charles-Jean de la Vallée-Poussin van poder completar la demostració de la conjectura de Gauss. En particular, van demostrar que, si {\displaystyle \pi (x)} és el nombre de primers més petits o iguals a {\displaystyle x}, aleshores
{\displaystyle \lim _{x\to \infty }{\frac {\pi (x)}{x/\log x}}=1}.
Aquest important resultat es coneix actualment com el Teorema dels nombres primers. És un resultat central en teoria analítica de nombres. De manera resumida, aquest teorema afirma que, donat un nombre gran N, el nombre de primers més petits o iguals a N s'aproxima a N/log(N).
Més en general, hom es pot preguntar sobre el nombre de primers que apareixen en una progressió aritmètica qualsevol a + nq per a qualsevol enter n. En una de les primeres aplicacions de les tècniques analítiques a la teoria de nombres, Dirichlet va demostrar que qualsevol progressió aritmètica amb a i q coprimers conté un nombre infinit de primers. El teorema dels nombres primers es pot generalitzar a aquest problema; denotem per {\displaystyle \pi (x,a,q)} el nombre de primers p més petits o iguals a x tals que p pertany a la progressió aritmètica a + nq, amb n ∈ Z. Llavors si a i q són coprimers,
{\displaystyle \lim _{x\to \infty }{\frac {\pi (x,a,q)\phi (q)}{x/\log x}}=1},
on φ és la funció φ d'Euler.
També existeix una àmplia varietat de conjectures en teoria de nombres, les demostracions de les quals semblen massa difícils per a les tècniques actuals, com la conjectura dels primers bessons, que es pregunta si existeix una quantitat infinita de primers p tals que p + 2 també és primer. Suposant certa la conjectura d'Elliott-Halberstam, s'ha demostrat que hi ha un nombre infinit de primers p tals que p + k és primer per a algun k menor o igual a 12. A més, també s'ha demostrat, sense necessitat de suposar certa cap conjectura, que existeix un nombre infinit de primers p tals que p + k és primer per a algun k parell positiu menor o igual a 246.

### Teoria additiva de nombres
Un dels problemes més importants en teoria additiva de nombres és el problema de Waring, que planteja si és possible, per a qualsevol k ≥ 2, escriure qualsevol enter positiu com la suma finita de potències k-simes,
{\displaystyle n=x_{1}^{k}+\cdots +x_{\ell }^{k}}.
El cas de quadrats, k = 2, fou resolt per Lagrange l'any 1770, qui va demostrar que tot enter positiu es pot expressar com la suma de quatre quadrats. El cas general fou demostrat per Hilbert l'any 1909, emprant tècniques algebraiques que no proporcionaven, però, cap fita explícita. Un avenç important fou l'aplicació de tècniques analítiques que van realitzar Hardy i Littlewood. Aquestes tècniques es coneixen com el mètode del cercle, i donen fites superiors explícites per a la funció G(k), el mínim nombre de potències k-simes necessàries, com la fita de Vinogradov
{\displaystyle G(k)\leq k(3\log k+11)}.

### Problemes diofàntics
L'objectiu dels problemes diofàntics és trobar solucions enteres a equacions polinòmiques: hom pot estudiar la distribució de les solucions, és a dir, recomptar les solucions segons un cert tipus de mesura de la "grandària" o altura.
Un exemple important és el problema del cercle de Gauss, que pregunta quins punts enters (x y) satisfan
{\displaystyle x^{2}+y^{2}\leq r^{2}}.
En termes geomètrics, donat un cercle centrat a l'origen del pla i amb radi r, el problema la qüestió de quants punts enters del reticle de coordenades són a dins o a la frontera del cercle. No és difícil demostrar que la resposta és {\displaystyle \pi r^{2}+E(r)}, on {\displaystyle E(r)/r^{2}\,\to 0} quan {\displaystyle r\to \infty }. De nou, la part complicada, i alhora el gran assoliment de la teoria analítica de nombres, és obtenir fites superiors específiques per al terme de l'error E(r).
Gauss va demostrar que {\displaystyle E(r)=O(r)}. En general, un terme d'error de l'ordre O(r) és possible amb la circumferència unitat (o, estrictament parlant, amb el disc unitari tancat) substituït per les dilatacions de qualsevol regió planar fitada amb frontera suau a trossos. Addicionalment, si se substitueix el cercle unitat pel quadrat unitat, el terme d'error per al problema general pot ser tan gran com una funció lineal de r. Per tant, és un avenç important trobar una fita de l'error de la forma {\displaystyle O(r^{\delta })}
per algun {\displaystyle \delta <1} en el cas del cercle. Sierpiński fou el primer (1906) a obtenir-ne un resultat, quan va demostrar que {\displaystyle E(r)=O(r^{2/3})}. L'any 1915, Hardy i Landau van demostrar, per separat, que no es pot assolir {\displaystyle E(r)=O(r^{1/2})}. Des d'aleshores, l'objectiu ha estat demostrar que, per a tot {\displaystyle \epsilon >0} fixat, existeix un nombre real {\displaystyle C(\epsilon )} tal que {\displaystyle E(r)\leq C(\epsilon )r^{1/2+\epsilon }}.
L'any 2000, Huxley va demostrar que {\displaystyle E(r)=O(r^{131/208})}, que és el millor resultat publicat.

## Mètodes de la teoria analítica de nombres

### Sèries de Dirichlet
Una de les eines més útils en teoria multiplicativa de nombres són les sèries de Dirichlet, que són funcions d'una variable complexa definides mitjançant una sèrie infinita de la forma
{\displaystyle f(s)=\sum _{n=1}^{\infty }a_{n}n^{-s}}.
En funció de l'elecció dels coeficients {\displaystyle a_{n}}, aquesta sèrie pot convergir arreu, enlloc, o en algun semiplà. En molts casos, encara que la sèrie no convergeixi enlloc, la funció holomorfa que defineix es pot estendre a una funció meromorfa sobre la totalitat del pla complex. Hom pot veure la utilitat de funcions com aquesta per a problemes multiplicatius en la identitat formal
{\displaystyle \left(\sum _{n=1}^{\infty }a_{n}n^{-s}\right)\left(\sum _{n=1}^{\infty }b_{n}n^{-s}\right)=\sum _{n=1}^{\infty }\left(\sum _{k\ell =n}a_{k}b_{\ell }\right)n^{-s}};
per tant, els coeficients del producte de dues sèries de Dirichlet són les convolucions multiplicatives dels coeficients originals. Addicionalment, es poden fer servir tècniques com les sumes parcials i els teoremes tauberians per obtenir informació sobre els coeficients a partir de la informació analítica sobre la sèrie de Dirichlet. Així, un mètode habitual per estimar una funció multiplicativa és expressar-la com a sèrie de Dirichlet (o com un producte de sèries de Dirichlet més senzilles emprant identitats de convolució), examinar aquesta sèrie com a funció complexa i llavors convertir aquesta informació analítica en informació sobre la funció original.

### Funció zeta de Riemann
Euler va demostrar que el teorema fonamental de l'aritmètica implica (almenys formalment) el producte d'Euler; si s és un nombre real més gran que 1,
{\displaystyle \sum _{n=1}^{\infty }{\frac {1}{n^{s}}}=\prod _{p{\text{ primer}}}{\frac {1}{1-p^{-s}}}}.
La demostració d'Euler de què existeix una quantitat infinita de nombres primers utilitza la divergència del terme esquerre per al cas s = 1 (l'anomenada sèrie harmònica), un resultat purament analític. Euler també fou el primer a utilitzar arguments analítics amb l'objectiu d'estudiar les propietats dels enters, en concret mitjançant la construcció de sèries de potències generatrius. Aquest va ser el començament de la teoria analítica de nombres.
Més endavant, Riemann va considerar aquesta funció per a valors complexos de s, i va demostrar que aquesta funció es pot estendre a una funció meromorfa sobre la totalitat del pla complex amb un pol simple a s = 1. Aquesta funció es coneix actualment com a funció zeta de Riemann i es denota per ζ(s). Existeix molta bibliografia sobre aquesta funció, que és un cas especial de les funcions L de Dirichlet.
Els estudiosos de la teoria analítica de nombres tenen gran interès en l'error de les aproximacions, com en el cas del teorema dels nombres primers. En aquest cas, l'error és menor que x/log x. La fórmula de Riemann per a π(x) mostra que el terme de l'error d'aquesta aproximació es pot expressar en termes dels zeros de la funció zeta. En la seva publicació de 1859, Riemann va conjecturar que tots els zeros "no trivials" de ζ estan sobre la recta {\displaystyle \Re (s)=1/2}, però no en va proporcionar cap demostració. Aquesta famosa conjectura es coneix amb el nom d'Hipòtesi de Riemann i té moltes implicacions en teoria de nombres; de fet, molts teoremes importants s'han demostrat sobre la suposició que aquesta hipòtesi és certa. Per exemple, si se suposa certa la hipòtesi de Riemann, el terme de l'error del teorema dels nombres primers és {\displaystyle O(x^{1/2+\varepsilon })}.
A principis del segle xx, Hardy i Littlewood van demostrar una sèrie de resultats sobre la funció zeta, en un intent de demostrar la Hipòtesi de Riemann. De fet, l'any 1914, Hardy va demostrar que hi ha un nombre infinit de zeros de la funció zeta sobre la recta crítica {\displaystyle \Re (z)=1/2}.